# Ingrid Thurnher

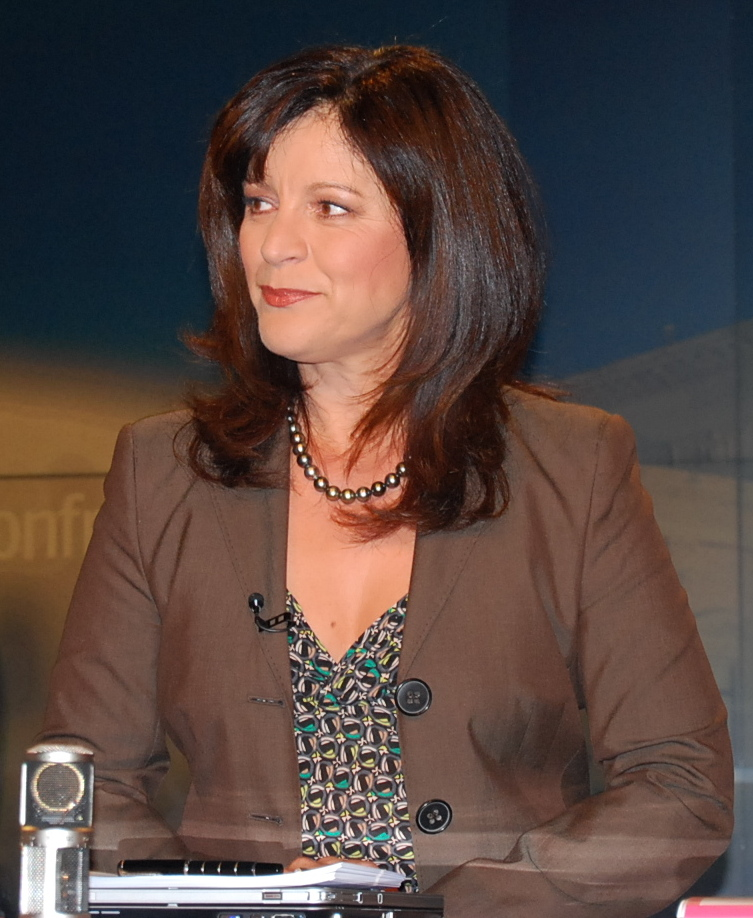
Ingrid Thurnher (2008)

Ingrid Thurnher (* 6. Juli 1962 in Bludenz, Vorarlberg) ist eine österreichische Journalistin und Fernsehmoderatorin. Seit 1. Jänner 2022 ist sie Radiodirektorin des ORF.

## Ausbildung
Ingrid Thurnher übersiedelte im Alter von neun Jahren mit ihren Eltern von Vorarlberg nach Wien.
Nach dem Schulabschluss studierte sie einige Semester Publizistik sowie Theater-, Film- und Medienwissenschaft an der Universität Wien und besuchte dann das Franz-Schubert-Konservatorium. 1985 kam sie nach einem erfolgreich absolvierten Sprechertest zum ORF. Berufsbegleitend absolvierte sie ein Business-MBA-Programm.

## Karriere
Zu Beginn arbeitete Ingrid Thurnher als TV-Ansagerin. Von 1986 bis 1991 war sie im Landesstudio Niederösterreich als Redakteurin im Aktuellen Dienst tätig, sie moderierte „Land und Leute“, „Österreich-Bild“, „Österreich heute“ und „Niederösterreich heute“.
1991 wechselte Thurnher als Innenpolitikredakteurin zum ORF-Hörfunk (Mittagsjournal) und war dort bis 1994 beschäftigt.
Ab 1995 war sie neben anderen Fernsehjournalisten (darunter Robert Hochner und Armin Wolf) viele Jahre das „Gesicht“ der Abendnachrichten des ORF (ZIB 2).
Legendär wurde ihr Interview vom 21. August 1997 mit dem Komiker Otto Waalkes, der sie während des Interviews „Frau Turnschuh“ nannte, sie umarmte und schließlich unter das Moderatorenpult kroch.
Am 4. April 2007 endete ihre Beschäftigung als ZiB-2-Moderatorin. Zum Start einer ORF-Programmreform wechselte sie am 10. April 2007 in die Zeit im Bild um 19:30 Uhr (ZiB 1), die sie bis zum 9. März 2008 gemeinsam mit Gerald Groß moderierte.
Von 2008 bis 2016 war sie Hauptmoderatorin der ORF-Diskussionssendungen zur Tagespolitik „Im Zentrum“ und „Runder Tisch“.
Thurnher moderierte im Rahmen der ORF-Berichterstattung im Vorfeld der Nationalratswahlen 2006, 2008 und 2013 die Wahlduelle der Spitzenkandidaten der antretenden Parteien. Anlässlich der Nationalratswahl 2013 und der Bundespräsidentenwahl 2016 leitete sie auch die ORF-TV-Konfrontationen mit den TV-Duellen. Während der Bildungskarenz von Armin Wolf präsentierte Thurnher von Ende September 2009 bis Juni 2010 wieder die ZIB 2. Von 2009 bis 2011 fungierte sie auch als Gastgeberin der ORF-„Sommergespräche“.
Von Jänner 2017 bis Dezember 2021 war Ingrid Thurnher Chefredakteurin des Info- und Kulturspartensenders ORF III und diskutierte wöchentlich jeweils am Donnerstag mit Politikern und Experten über aktuelle Entwicklungen in den Bereichen Gesellschaft, Wirtschaft, Umwelt oder Politik. Vom ORF-Stiftungsrat wurde sie am 16. September 2021 auf Vorschlag von Roland Weißmann als Nachfolgerin von Monika Eigensperger zur Radiodirektorin des ORF ab Jänner 2022 bestellt. Zu ihrer Nachfolgerin als Chefredakteurin von ORF III wurde Lou Lorenz-Dittlbacher bestellt.
2003 spielte sie im Film Brüder II mit.

## Mediale Debatten
Aufgrund von zahlreichen Hasskommentaren, sexistischen Beschimpfungen, Vergewaltigungs- und Morddrohungen im Internet, ergriff Ingrid Thurnher 2016 gemeinsam mit Corinna Milborn von Puls 4, Hanna Herbst von Vice und der freien Journalistin Barbara Kaufmann die Initiative gegen Frauenhass und sexualisierte Gewalt im Internet. Durch die Aktion lösten die vier renommierten österreichischen Journalistinnen eine Welle der Solidarität aus. Tausende Menschen schlossen sich unter den Hashtags #solidaritystorm, #aufstehn und #unsreichts via Twitter, Facebook und Co der Kampagne an.
2022 kündigte sie mit der Formulierung „auf Ö1 mehr Content, weniger Köchel-Verzeichnis“ eine Reduktion von kulturellen Inhalten im öffentlich-rechtlichen Radio an, worauf durch führende Vertreter der österreichischen Kulturszene als Protest eine Lesung des Köchelverzeichnisses im  Wiener Volkstheater stattfand.

## Privat
Ingrid Thurnher ist mit dem Finanzmanager Andreas Grünbichler verheiratet.

## Auszeichnungen
Für die Moderation der ORF-Informationssendungen erhielt sie als „beliebteste Moderatorin“ 1999, 2001, 2003, 2004, 2006, 2008 und 2009 die Goldene Romy.

## Publikationen
- So reden Sie sich zum Erfolg. Ecowin, Salzburg 2003, ISBN 3-902404-00-0.
- Auf den Spuren des Udo Proksch. Ecowin, Salzburg 2011, ISBN 978-3-7110-0002-6.